# Romina Maggi
Romina Maggi, född 27 mars 1976, är en argentinsk friidrottare. Hon deltog vid olympiska sommarspelen 2004.